# Sant Antoni (Ribes de Freser)
Sant Antoni és una ermita dedicada a Sant Antoni de Pàdua al terme municipal de Ribes de Freser, a la comarca del Ripollès, sobre un turó a 1.271 metres d'altitud. Es va construir el segle xvii amb motiu d'una promesa feta per un rector a un fidel. Darrere la capella hi ha l'antiga casa dels ermitans; tingué una època daurada al llarg del segle xviii, però decaigué amb les guerres carlines del XIX, es construí un nou edifici el 1916 que fou cremat durant la Guerra Civil es va refer l'any 1944, des de llavors no s'ha canviat res més. Tant la capella, les dependències dels ermitans com l'altre edifici, guarden el mateix estil confonent-se les parets d'uns i altres. Destaca a un costat de la construcció, en el mur que podia ser l'absis pla, una torre campanar quadrada amb finestres al quatre costats, es conserva un retaule abarrocat en bon estat de conservació. Davant l'entrada es pot contemplar el pou, en molt bon estat. En un vessant del punt més alt hi ha un monument, una pedra amb la cara d'en Félix Rodríguez de la Fuente.

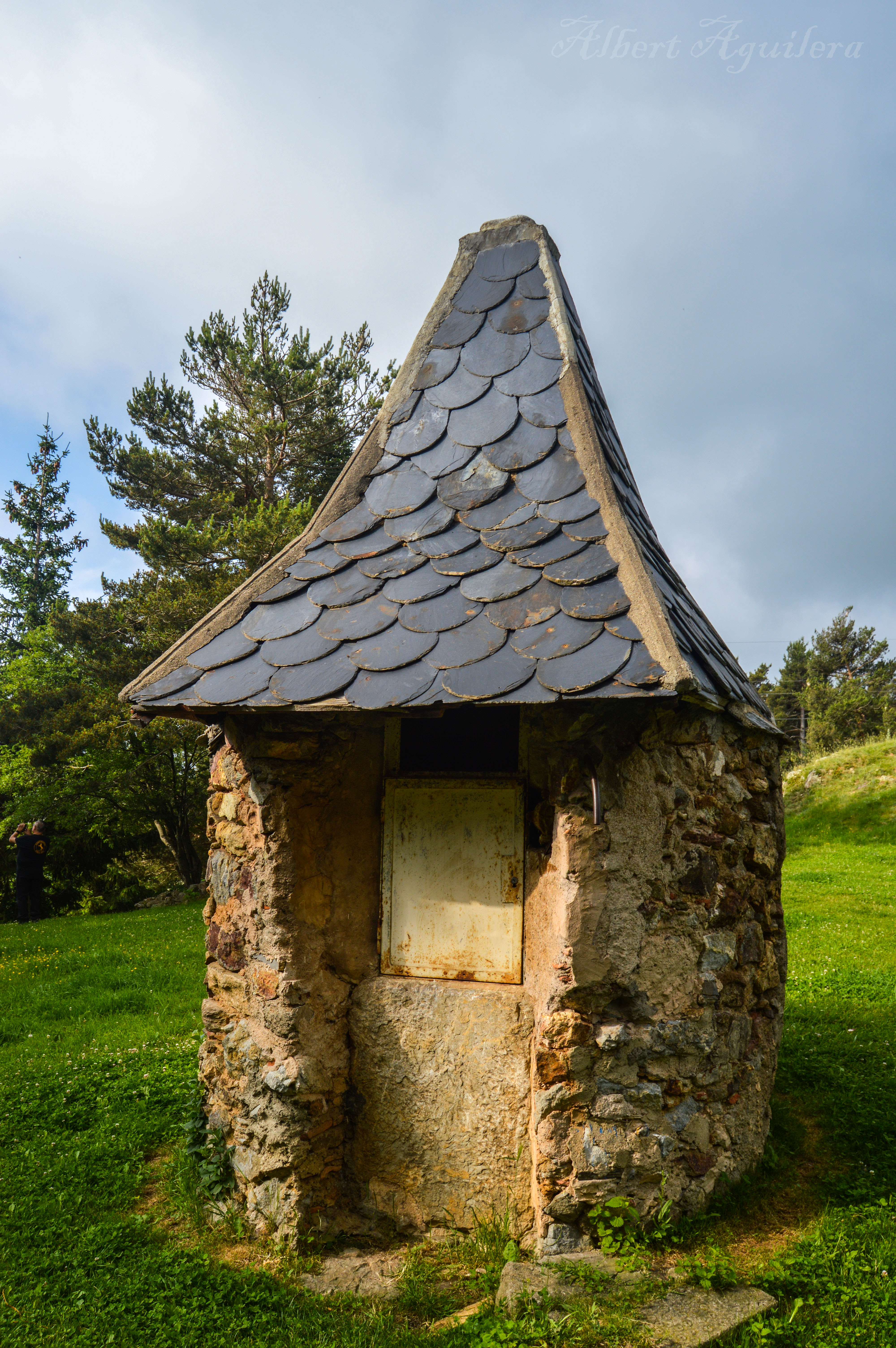
Pou Ermita Sant Antoni de Ribes

Uns metres per dessota de l'ermita hi ha una petita construcció envoltada d'antenes que fan de repetidor de senyals de televisió i radio a la Vall de Ribes. També hi ha un mirador que ens ofereix una magnífica panoràmica on es poden veure els pobles de: Pardines, Bruguera, Ventolà, Dòrria i Ribes de Freser, també es poden contemplar les muntanyes de Núria, el Taga, i el pic més alt d'aquestes contrades el Puigmal. Sobre aquest mirador hi ha un búnquer de la guerra civil, que es va construir un cop acabada la guerra per a poder vigilar la Vall de Ribes.
La seva edificació es deu a una actuació immobiliària provocada per un bé moble, un fuster de Ribes anomenat Magí, havia adquirit un quadre de Sant Antoni de Pàdua a un pintor francès i no sabia què fer-ne. el rector de Dòrria Mossén Jaume Bonada, el 1661 va fer la prometença de bastir-li una capella si curava Teresa de Solanell, membre d'una notable família de Ribes. El resultat va ser que el 1665 es donava per construïda la capella amb l'impuls del mossèn i l'ajut de la víctima restablerta.